# Im Schatten der Zitadelle
Im Schatten der Zitadelle (Originaltitel: The Colditz Story) ist ein 1954 produzierter britischer Kriegsfilm von Guy Hamilton, der auf wahren Ereignissen beruht.

## Handlung
Schloss Colditz in Sachsen zur Zeit des Zweiten Weltkriegs. Im Offizierslager IV-C werden seit Ende Oktober 1939 zunächst polnische, ab 1940 auch britische, französische und niederländische Offiziere gefangen gehalten. Das Schloss wird streng bewacht und gilt, angesichts seiner erhabenen Lage und diversen zusätzlich getroffenen Sicherungsmaßnahmen durch die deutsche Führung, als ausbruchssicher. Dies ist aber für eine Reihe von britischen Kriegsgefangenen umso mehr Anspruch, nichtsdestotrotz Ausbrüche immer wieder zu versuchen. Selten gelingt den Soldaten ein Fluchtversuch, und wenn sie herauskommen, dann werden sie zumeist wenig später von den Deutschen wieder aufgegriffen. Diesmal will es der erfahrene Offizier Pat Reid versuchen. Unter seiner Führung kommen die ausbruchswilligen Offiziere der verschiedenen Nationen zusammen, nachdem es sich gezeigt hat, dass es wenig sinnvoll ist, wenn die Soldaten je nach Nation ihre eigenen Fluchtpläne schmieden.
Der erste Versuch schlägt fehl, weil einer der Beteiligten Informationen an eine deutsche Wache weiterreicht. Immerhin bleiben die genauen Details des Ausbruchsplan im Verborgenen. Von Rückschlägen lassen sich Reid und seine Kumpane jedoch nicht beeindrucken, britischer Erfindergeist, Sportsmanship, die Freude daran, den deutschen Bewachern und ihrem Kommandanten das Leben so schwer wie möglich zu machen sowie ihr unbedingter Freiheitswille sind der Antriebsmotor auch nach mehreren gescheiterten Versuchen immer wieder aufs Neue eine Flucht zu versuchen. Nicht jeder mag sich Reids Drang, dem Schlossleben zu entkommen, um in die englische Heimat zurückzukehren, anschließen. Eine Gruppe von Gefangenen rund um den ranghöchsten Offizier, den britischen Colonel Richmond, hat sich entschlossen, lieber hier zu bleiben und das Kriegsende abzuwarten. Eines Tages aber haben Patrick Reid und seine Mannen mit ihrer Flucht Erfolg, und er kann seinen Häschern entkommen.

## Produktionsnotizen
Im Schatten der Zitadelle wurde am 25. Januar 1955 in London uraufgeführt. Eine deutsche Aufführung gab es nicht, dagegen wurde The Colditz Story unter dem Titel Im Schatten der Zitadelle ab dem 2. März 1962 in österreichischen Kinos gezeigt.
Die Filmbauten entwarf Alex Vetchinsky.
Ab 1972 wurde eine Serie gleichen Namens im britischen Fernsehen ausgestrahlt.

## Wissenswertes
Pat Reid (1910–1990), auf dessen Geschichte dieser Film maßgeblich beruht, geriet am 27. Mai 1940 im Norden Frankreichs in deutsche Kriegsgefangenschaft und wurde am 10. November 1940 vom bayerischen Laufen, von wo er zuvor ausgebrochen war, nach Schloss Colditz verlegt. Hier gelang ihm in der Nacht vom 14. auf den 15. Oktober 1942 die Flucht, und er konnte sich bis in die Schweiz durchschlagen, wo er bis Kriegsende blieb.

## Kritiken
Paimann’s Filmlisten resümierte: „Eine Handlung, die in korrekter Berichtsmanier die Tatsachen vor das Persönliche stellt, aber durch Wiederholung sich ähnelnder Vorgänge an Interesse verliert, seriös gespielt…“

„Grundsolide Kriegsgefangenensage, die in Deutschlands angeblich ausbruchssicherem Schloss Colditz spielt, was zur Herausforderung mehrerer alliierter Gefangener wird und einer Gruppe abgehärteter Briten.“

„Wahrscheinlich die überzeugendste britische Nacherzählung vom Kriegsgefangenenalltag, sorgfältig balanciert zwischen Tragödie und Komödie gegenüber einem Hintergrund, der Eintönigkeit und Langeweile verheißt.“